# Bulbostylis pseudoperennis
Bulbostylis pseudoperennis är en halvgräsart som beskrevs av Paul Goetghebeur. Bulbostylis pseudoperennis ingår i släktet Bulbostylis och familjen halvgräs.
Artens utbredningsområde är Kongo-Kinshasa. Inga underarter finns listade i Catalogue of Life.